# 1898 Cowell
1898 Cowell è un asteroide della fascia principale. Scoperto nel 1971, presenta un'orbita caratterizzata da un semiasse maggiore pari a 3,1174568 UA e da un'eccentricità di 0,1687929, inclinata di 1,02187° rispetto all'eclittica.
L'asteroide è dedicato all'astronomo britannico Philip Herbert Cowell.